# ستارغيت: كونتينوم
ستارغيت كونتينوم هو فيلم خيال علمي عسكري كندي-أمريكي أصدر مبشرة لدي في دي من إنتاج إم جي إم كتبه براد رايت وأخرجه مارتن وود. الفيلم فيه مغامرات السفر عبر الزمن وهو الجزء الثاني من الأفلام التي صدرت بعد مسلسل ستارغيت إس جي 1، بعد ستارغيت: ذي آرك أوف تروث. ظهر في هذا الفيلم شخصيات الموسم العاشر من ستارغيت إس جي 1 وأيضا ظهرت فيه شخصية جاك أونيل من تمثيل ريتشارد دين أندرسون. تم تصويره في أوائل 2007 في ستوديات بريدج بفانكوفر وفي القارة الأنتراكتيكية. كما تواصل قصة الفيلم معركة الأرضيين الأخيرة مع الغواؤلد الفضائيين.

## روابط خارجية
- ستارغيت: كونتينوم على موقع IMDb (الإنجليزية)
- ستارغيت: كونتينوم على موقع روتن توميتوز (الإنجليزية)
- ستارغيت: كونتينوم على موقع نتفليكس (الإنجليزية)
- ستارغيت: كونتينوم على موقع ألو سيني (الفرنسية)
- ستارغيت: كونتينوم على موقع Turner Classic Movies (الإنجليزية)
- ستارغيت: كونتينوم على موقع أول موفي (الإنجليزية)
- ستارغيت: كونتينوم على موقع فيلمافينيتي (الإسبانية)
- ستارغيت: كونتينوم على موقع قاعدة بيانات الأفلام السويدية (السويدية)
- ستارغيت: كونتينوم على موقع قاعدة بيانات الفيلم (الإنجليزية)
- ستارغيت: كونتينوم على موقع ليتربوكسد (الإنجليزية)